# Allophylus natalensis
Allophylus natalensis är en kinesträdsväxtart som först beskrevs av Otto Wilhelm Sonder, och fick sitt nu gällande namn av De Winter. Allophylus natalensis ingår i släktet Allophylus och familjen kinesträdsväxter. Inga underarter finns listade i Catalogue of Life.